# Vitamin K
Vitamin K (eller menadion) er et fedtopløseligt vitamin, der er af betydning for blodets evne til at størkne og for knogledannelsen.
Navnet kommer af K for koagulation (="størkne").
K-vitaminmangel medfører en øget blødningstendens, fordi blodet tager længere tid om at koagulere.
I naturen findes vitamin K i to varianter, K1 og K2:
- Vitamin K1 (Fyllokinon) – findes i mørkegrønne grøntsager som avocado, broccoli, kål og spinat.
- Vitamin K2 (Menakinon) – produceres af bakterier i tarmene, hvilket udgør omkring halvdelen af indtaget.
- Vitamin K3 (Menadion) – en syntetisk vandopløselig variant

## Historie
Vitamin K blev i samarbejde opdaget af de to biokemikere danske Henrik Dam og amerikanske Edward Adelbert Doisy, der fik Nobelprisen i medicin i 1943 for deres opdagelse.

## Dagligt behov
Anbefalet dagsdosis er ca. 80 μg.
Normalt indtages der tilstrækkelige mængder i kosten (0,2-0,5 mg/dag), så raske voksne kommer meget sjældent i underskud.
Modermælk indeholder derimod for lidt K-vitamin, så helt små børn, der bliver ammet, skal have et tilskud på 1 mg pr. uge. En del af det daglige behov for Vitamin K dækkes af normale tarmbakterier (se mikrobiom).

## Vitamin K-antagonister
Stoffer der modvirker vitamin K's virkning kaldes vitamin K-antagonister og anvendes som blodfortyndende lægemidler. De to vitamin K antagonister i klinisk brug i dag er warfarin (Marevan) og phenprocoumon (Marcoumar).